# Helen Kilpatrick
Helen Kilpatrick es una diplomática británica que desde septiembre de 2013 hasta marzo de 2018 ocupó el cargo de gobernadora del territorio británico de ultramar de las Islas Caimán.

## Carrera
Fue educada en el King's College de la Universidad de Cambridge.
Helen Kilpatrick comenzó su carrera en el gobierno local en Inglaterra como contadora de Finanzas Públicas. Fue nombrada Auditora del Grupo en el Consejo del Gran Londres en 1985, pasando por varios cargos del gobierno local de Londres, incluyendo el control de Servicios Financieros en el consejo del Municipio de Greenwich de 1989 a 1995. En 1995 fue nombrada para ser la tesorera del consejo del condado de Sussex Occidental, cargo que ocupó durante diez años. También fue Subdirectora Ejecutiva.
En 2005 fue nombrada como directora general de Finanzas y Servicios Corporativos del Ministerio del Interior del Reino Unido. Durante 2012 y 2013 se desempeñó como secretaria permanente en funciones del departamento.
En 2013, para su nombramiento en las Islas Caimán, fue transferida al Ministerio de Relaciones Exteriores y de la Mancomunidad de Naciones.
Ha sido nombrada como compañera de la Orden del Baño.
En cuanto a su vida personal, tiene dos hijos.